# Vreeburg (vliegtuigbouwer)

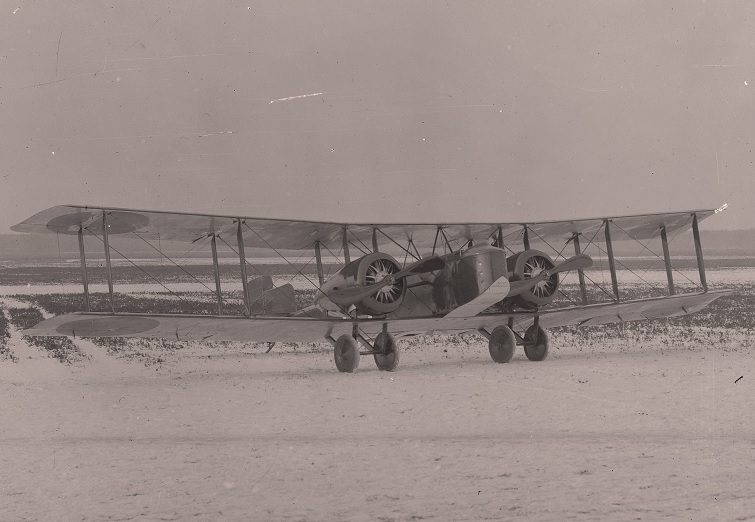
Vreeburg A.2M Bommenwerper

Ir. Hugo Adrianus Vreeburg was een Nederlandse chef Technische Dienst van de LVA. Hij ontwierp in 1917 in opdracht van diezelfde LVA een tweemotorige bommenwerper. Zodoende zou de LVA kunnen beschikken over een bommenwerper mocht men rond die tijd (de Eerste Wereldoorlog was toen aan de gang) niet aan een bommenwerper kunnen komen. De Vreeburg A.2M was in 1918 klaar en werd direct tentoongesteld tijdens de ELTA. Dit was het eerste Nederlandse tweemotorige toestel. Zijn eerste bekende vlucht was rond februari 1919. De prestaties met Thulin motoren vielen tegen, de sterkere 120pk Le Rhône motoren werden geplaatst. Maar orders bleven uit, ook omdat Ir. Vreeburg inmiddels benoemd was tot hoofd Techniek van de Indische Luchtvaart (Nederlandsch Indie). Waarschijnlijk is het toestel rond 1921 gesloopt.
Naar deze ontwerper is een hal van het Militaire Luchtvaart Museum genoemd.

## Vliegtuigtype
- Typeaanduiding: Vreeburg A.2M Dubbeldekker
- Ontwerper: H.A. Vreeburg
- Rol: Bommenwerper
- Eerste vlucht: Februari 1919
- Bemanning: 3
- Aantal gebouwd: 1
- Motoren: 2 x Le Rhône 120 pk
- Maximumsnelheid: 140 km/u